# Финал чемпионата мира по футболу 2010
Финал чемпионата мира по футболу 2010 года — финальный матч чемпионата мира 2010 года, который прошёл 11 июля 2010 года на стадионе «Соккер Сити» в Йоханнесбурге (ЮАР). В матче приняли участие сборные Нидерландов и Испании.
Сборная Испании впервые в своей истории выиграла чемпионат мира благодаря голу Андреса Иньесты, забитому на 116-й минуте. Сборная Нидерландов в третий раз в истории (после 1974 и 1978) проиграла в финале чемпионата мира. Судья Говард Уэбб показал 13 жёлтых карточек и 1 красную карточку.

## Финалисты
До этой игры Нидерланды и Испания никогда не встречались друг с другом в финальных стадиях чемпионата мира или чемпионата Европы — двух основных турниров для европейских сборных. В очных встречах за всё время команды с 1920 года встречались девять раз, выиграв по четыре раза и однажды сыграв вничью в товарищеских матчах, отборочных играх чемпионата Европы и один раз на летних Олимпийских играх 1920 года.
Впервые после финала 1978 года ни один из финалистов ранее не выигрывал чемпионат мира. Нидерланды до этого дважды занимали второе место, уступив 1:2 ФРГ в 1974 году и 1:3 (в дополнительное время) Аргентине в 1978 году. Выход в финал 2010 года было лучшим достижением для Испании на чемпионате мира: ранее она финишировала четвёртой в 1950 году, когда турнир проходил в финальной стадии в виде кругового турнира и стадии четвертьфинала в 1934, 1986, 1994 и 2002 годах, когда фигурировали этапы с выбыванием. Испания стала 12-й страной, сыгравшей в финале чемпионата мира, и первой новой командой после Франции в 1998 году. Нидерланды сыграли в своём третьем финале без побед, побив рекорд Венгрии и Чехословакии. В целом Германия лидирует с четырьмя финальными поражениями. Это был первый финал чемпионата мира, в котором не принимали участие хотя бы одна команда из Бразилии, Италии, Германии или Аргентины. Испания стала восьмой страной, выигравшей чемпионат мира, присоединившись к Англии и Франции в качестве стран, которые выиграли его только один раз в 2010 году. Испания стала последним на данный момент новым чемпионом мира после победы Франции в 1998 году, и они также стали первыми новыми победителями, одержавшими победу за пределами своей страны после Бразилии в 1958 году, а также первой европейской командой, победившей за пределами своего континента.
Перед матчем Испания имела в рейтинге Эло 2111 баллов, а Нидерланды — 2100 баллов. Таким образом финалисты в сумме набрали 4211 очков, что является самым высоким показателем для всех когда-либо сыгранных международных футбольных матчей, побив предыдущий рекорд в 4161 совокупное очко в финале чемпионата мира по футболу 1954 года в Швейцарии между Венгрией и ФРГ.

## Путь к финалу
Испания начинала чемпионат мира 2010 года как действующий чемпион Европы, выиграв Евро-2008, и как обладатель международного футбольного рекорда по количеству беспроигрышных матчей подряд, включавшего 35 матчей с 2007 по 2009 год. Они также выиграли все 10 матчей своей отборочной кампании. Нидерланды вышли на чемпионат мира, выиграв все восемь матчей квалификационной кампании.
Оказавшись в финале в Южной Африке, Нидерланды вышли в плей-офф в качестве победителей группы E, одержав три победы из трёх против Дании, Японии и Камеруна, пропустив только один мяч. В плей-офф они обыграли дебютантов чемпионата мира из Словакии, пятикратных чемпионов Бразилию и двукратных чемпионов из Уругвая. Нидерланды вышли в финал с беспроигрышной серией из 25 матчей с сентября 2008 года.
В группе H Испания оправилась от поражения Швейцарии со счётом 0:1 в первом матче и обыграла Гондурас, а затем Чили и заняла первое место в группе благодаря лучшей разнице мячей, опередив Чили. 
Затем в плей-офф они обыграли своих иберийских соседей Португалию, дебютантов четвертьфинала из Парагвая и трёхкратных чемпионов мира из Германии. Полуфинал стал повторением аналогичного матча Евро-2008 и в нём Испания снова обыграла немцев со счётом 1:0, которые до этого момента имели наибольшее количество забитых мячей на чемпионате.
В шести играх, сыгранных обеими командами в ЮАР до выхода в финал, Нидерланды забили в общей сложности двенадцать голов и пропустили пять, в то время как Испания забила семь и пропустила два. Перед выходом в финал Уэсли Снейдер из Нидерландов и Давид Вилья из Испании были лучшими бомбардирами, каждый из которых забил по пять голов. Арьен Роббен из Нидерландов с двумя голами был единственным игроком в составе финалистов, забившим более одного гола в турнире.
| Поз | Команда    | И | В | Н | П | МЗ | МП | РМ | О | Квалификация     |
| --- | ---------- | - | - | - | - | -- | -- | -- | - | ---------------- |
| 1   | Нидерланды | 3 | 3 | 0 | 0 | 5  | 1  | +4 | 9 | Выход в плей-офф |
| 2   | Япония     | 3 | 2 | 0 | 1 | 4  | 2  | +2 | 6 | Выход в плей-офф |
| 3   | Дания      | 3 | 1 | 0 | 2 | 3  | 6  | −3 | 3 |                  |
| 4   | Камерун    | 3 | 0 | 0 | 3 | 2  | 5  | −3 | 0 |                  |

| Поз | Команда   | И | В | Н | П | МЗ | МП | РМ | О | Квалификация     |
| --- | --------- | - | - | - | - | -- | -- | -- | - | ---------------- |
| 1   | Испания   | 3 | 2 | 0 | 1 | 4  | 2  | +2 | 6 | Выход в плей-офф |
| 2   | Чили      | 3 | 2 | 0 | 1 | 3  | 2  | +1 | 6 | Выход в плей-офф |
| 3   | Швейцария | 3 | 1 | 1 | 1 | 1  | 1  | 0  | 4 |                  |
| 4   | Гондурас  | 3 | 0 | 1 | 2 | 0  | 3  | −3 | 1 |                  |

Перед финалом судья Уэбб сравнялся с Юити Нисимурой из Японии по количеству предупреждений (17).

## Матч

### События
Финал был сыгран 11 июля 2010 года на стадионе «Соккер Сити» в Йоханнесбурге. Испания победила Нидерланды со счетом 1:0 благодаря голу Андреса Иньесты в дополнительное время. Победа принесла Испании первый (и пока единственный) титул чемпиона мира.
В матче было получено наибольшее количество жёлтых карточек в финалах чемпионата мира, более чем вдвое превысив предыдущий рекорд финала, установленный, когда Аргентина и Западная Германия разделили шесть карточек в 1986 году: было присуждено четырнадцать желтых карточек (девять для Нидерландов и пять Испании), а Джон Хейтинга из Нидерландов был удалён с поля за вторую жёлтую карточку на 109-й минуте. 
Одна жёлтая карточка была дана за удар Найджела де Йонга в грудь Хаби Алонсо в первом тайме (28-я минута). Некоторые считали, что рефери должен был дать красную; рефери матча Говард Уэбб позже заявил, что это должна была быть красная карточка, но его обзор во время игры был частично закрыт.
У голландцев было несколько шансов забить, особенно на 62-й минуте, когда Уэсли Снейдер вывел вперёд Арьена Роббена, оставив его один на один с вратарём Испании Икером Касильясом, но Касильяс спас свои ворота, вытянув ногу. 
Капитан сборной Нидерландов Джованни ван Бронкхорст был заменён на 105-й минуте Эдсоном Брафхейдом. 
Полузащитник «Реала» Рафаэль ван дер Варт, который вышел на замену на 99-й минуте вместо Найджела де Йонга, занял пост капитана в течение последних 15 минут. 
Со 109-й минуты голландцы играли 10 игроками из-за второй жёлтой карточки Хейтинги. Казалось, что серия пенальти неизбежна. Однако Хесус Навас выбежал на территорию соперника и начал серию передач, которые привели к тому, что Иньеста наконец за четыре минуты до конца дополнительного времени забил победный мяч ударом правой ногой в нижний правый угол от вратаря, получив пас от Сеска Фабрегаса, находившегося справа от штрафной площади.
Незадолго до того, как был забит гол, голландцы со штрафного попали в стенку перед тем, как мяч вышел за пределы поля. Несмотря на это событие, которое должно было дать голландской команде право владения и угловой, мяч был отдан испанцам и началась атака, привёдшая к победному голу Испании. При этом голландцы на мгновение овладели мячом возле испанской штрафной в промежутке между ударом от ворот и голом Иньесты. Йорис Матейсен получил жёлтую карточку за решительные протесты в адрес судьи после гола, а другие голландские игроки раскритиковали Уэбба за это решение после матча. Иньеста снял с себя футболку, чтобы отпраздновал свой гол (под ней был белый жилет с надписью, сделанной вручную и посвящённой памяти Даниэля Харке: «Dani Jarque siempre con nosotros» («Дани Харке всегда с нами»)) и получил жёлтую карточку за это.
Голландцы получили девять жёлтых карточек по сравнению с пятью жёлтыми карточками, выданными Испании. 
Всего же к концу турнира голландская команда заработала 22 жёлтые карточки в семи играх, в то время как Испания заработала только восемь (самый низкий показатель из четырёх полуфиналистов, Германия и Уругвай заработали по 13). 
После финала Испания была удостоена награды ФИФА за честную игру.

### Отчёт о матче
| Нидерланды | 0:1 (доп. вр.) | Испания      |
| ---------- | -------------- | ------------ |
|            | (отчёт)        | Иньеста 115′ |

| Нидерланды | Испания |

| Вр               | 1  | Мартен Стекеленбург         |          |      |
| Защ              | 2  | Грегори ван дер Вил         | 111'     |      |
| Защ              | 3  | Джон Хейтинга               | 57' 109' |      |
| Защ              | 4  | Йорис Матейсен              | 117'     |      |
| Защ              | 5  | Джованни ван Бронкхорст (к) | 54'      | 105' |
| ПЗ               | 6  | Марк ван Боммел             | 22'      |      |
| ПЗ               | 8  | Найджел де Йонг             | 28'      | 99'  |
| ПЗ               | 11 | Арьен Роббен                | 84'      |      |
| ПЗ               | 10 | Уэсли Снейдер               |          |      |
| Нап              | 7  | Дирк Кёйт                   |          | 71'  |
| Нап              | 9  | Робин ван Перси             | 15'      |      |
| Запасные:        |    |                             |          |      |
| ПЗ               | 17 | Элджеро Элиа                |          | 71'  |
| ПЗ               | 23 | Рафаэл ван дер Варт         |          | 99'  |
| Защ              | 15 | Эдсон Брафхейд              |          | 105' |
| Главный тренер:  |    |                             |          |      |
| Берт ван Марвейк |    |                             |          |      |

| Вр                 | 1  | Икер Касильяс (к) |        |      |
| Защ                | 15 | Серхио Рамос      | 23'    |      |
| Защ                | 3  | Жерард Пике       |        |      |
| Защ                | 5  | Карлес Пуйоль     | 16'    |      |
| Защ                | 11 | Жоан Капдевила    | 67'    |      |
| ПЗ                 | 16 | Серхио Бускетс    |        |      |
| ПЗ                 | 14 | Хаби Алонсо       |        | 87'  |
| ПЗ                 | 8  | Хави              | 120+1' |      |
| ПЗ                 | 6  | Андрес Иньеста    | 118'   |      |
| ПЗ                 | 18 | Педро             |        | 60'  |
| Нап                | 7  | Давид Вилья       |        | 106' |
| Запасные:          |    |                   |        |      |
| ПЗ                 | 22 | Хесус Навас       |        | 60'  |
| ПЗ                 | 10 | Сеск Фабрегас     |        | 87'  |
| Нап                | 9  | Фернандо Торрес   |        | 106' |
| Главный тренер:    |    |                   |        |      |
| Висенте дель Боске |    |                   |        |      |

| Игрок матча: Андрес Иньеста (Испания) Помощники судьи: Даррен Канн (Англия) Майкл Малларки (Англия) Четвёртый судья: Юити Нисимура (Япония) Пятый судья: Тору Сагара (Япония) | Регламент матча: - 90 минут основного времени - 30 минут овертайм в случае необходимости - Послематчевые пенальти в случае необходимости - Максимум три замены |

| Нидерланды | Показатель       | Испания |
| ---------- | ---------------- | ------- |
| 0          | Голы             | 1       |
| 13         | Удары по воротам | 18      |
| 5          | Удары в створ    | 6       |
| 6          | Угловые          | 8       |
| 6          | Офсайды          | 7       |
| 43 %       | Владение мячом   | 57 %    |
| 28         | Нарушения правил | 19      |
| 7          | Предупреждения   | 5       |
| 1          | Удаления         | 0       |

## После матча
По окончании матча испанская команда переоделась в свою домашнюю форму (красную) для награждения. На этих футболках уже была звезда над эмблемой, что означало победу Испании на чемпионате мира. Испания стала третьей командой, выигравшей финал чемпионата мира, играя в своей выездной форме, которая была тёмно-синей. 
Испанцы сформировали почётный караул для побеждённых голландцев, когда они поднимались на трибуны, чтобы получить свои медали за второе место. Затем за медалями поднялись испанцы в красных футболках во главе с Хави. Капитан сборной Испании Икер Касильяс (который по традиции шёл последним) получил трофей из рук президента ЮАР Джейкоба Зума и президента ФИФА Зеппа Блаттера . 
Когда Касильяс поднял трофей, прозвучала короткая версия официального гимна турнира «Sign of Victory».
Голландскую команду приветствовали в Амстердаме около 200 тыс. болельщиков, выстроившихся вдоль берегов каналов, а капитан команды Джованни ван Бронкхорст и тренер Берт ван Марвейк были объявлены рыцарями Ордена Оранских-Нассау голландской королевой Беатрикс. 
критика
На следующий день после финала Йохан Кройф публично раскритиковал голландскую команду в газете «El Periódico de Catalunya» за то, что она играла «очень грязно», назвав их игру в финале «уродливой», «вульгарной» и «антифутбольной». Он добавил, что в составе голландцев следовало удалить двух игроков в начале матча, и раскритиковал рефери Ховарда Уэбба за то, что он не убрал их.
Associated Press высказал мнение о том, что голландцы «слишком часто применяли грязную тактику».
После матча некоторые голландские игроки, такие как Роббен, Стекеленбург, ван Перси, Дирк Кёйт и Уэсли Снейдер обвинили Уэбба в поддержке испанцев, в то же время в более раннем поражении Швейцарии от Испании сторонники испанцев обвиняли Уэбба в подсуживании Швейцарии. Полузащитник Найджел де Йонг заявил, что Уэбб, которого он знает по Премьер-лиге, неплохой судья, и признал, что ему повезло, что он не получил красную карточку за свои действия.
Некоторые английские комментаторы, такие как Сэм Уоллес, Грэм Полл и Дермот Галлахер, защищали Уэбба. 
Президент ФИФА Зепп Блаттер признал, что перед рефери в матче стояла «очень сложная задача». 
Кроме того, также были комментарии, в которых отмечалась игра и фолы со стороны некоторых испанских игроков. Известный немецкий футболист Франц Беккенбауэр раскритиковал обе команды и Уэбба, заявив, что в матче «не хватало движения, из-за постоянных протестов со стороны игроков против рефери, у которого не было слишком много обзора». 
Стратегия владения мячом Испании в финале чемпионата мира вызвала как отрицательную, так и положительную критику. Некоторые утверждали, что это было эффективно, но «скучно», другие утверждали, что это было «красиво».

## В культуре
Действие фильма «Гениальное ограбление» (2021) происходит в Мадриде во время просмотра финала чемпионата мира по футболу.